# Анна София Пруска
Анна София Пруска (на немски: Anna Sophie von Preußen; * 11 юни 1527, Кьонигсберг; † 6 февруари 1591, Любц) от династията Хоенцолерн (Линия Бранденбург-Ансбах-Кулмбах), е принцеса от Херцогство Прусия и чрез женитба херцогиня на Мекленбург.

## Живот
Тя е единствената дъщеря на пруския херцог Албрехт фон Бранденбург-Ансбах (1490 – 1568) и първата му съпруга принцеса Доротея Датска (1504 – 1547), дъщеря на крал Фридрих I от Дания.
Анна София се омъжва на 24 февруари 1555 г. във Визмар за херцог Йохан Албрехт I фон Мекленбург (1525 – 1576). Анна София умира във вдовишката си резиденция в Любц и е погребана в катедралата на Шверин.

## Деца
Анна София и Йохан Албрехт I фон Мекленбург имат три деца:
- Албрехт (1556 – 1561)
- Йохан VII (1558 – 1592), херцог на Мекленбург-Шверин (1576 – 1592), женен 1588 за принцеса София фон Шлезвиг-Холщайн-Готорп (1569 – 1634)
- Зигизмунд Август (1560 – 1600), херцог на Мекленбург, женен 1593 за принцеса Клара Мария фон Померания-Барт (1574 – 1623).